# Sporting de Portugal (voleibol)
El Sporting Clube de Portugal es un equipo de voleibol portugués, con sede en la ciudad de Lisboa. Es la sección de voleibol del Sporting de Portugal. Disputa sus encuentros en el Pavilhão João Rocha, con capacidad para 3000 espectadores.

## Palmarés
- Liga Portuguesa
  - Campeón (6): 1953-54, 1955-56, 1991-92, 1992-93, 1993-94, 2017-18.

- Copa de Portugal
  - Campeón (3): 1990-91, 1992-93, 1994-95.